# Belgiens forfatning
Kongeriget Belgiens forfatning (nederlandsk: De Belgische Grondwet, fransk: La Constitution Belge, tysk: Die Verfassung Belgiens) blev vedtaget den 7. februar 1831, og er siden ændret flere gange.
En forfatningsændring i 1993 omdannede Belgien fra en enhedsstat til en forbundsstat.